# Yamilé Aldama
Yamilé Aldama Pozo (Havana, 14 augustus 1972) is een Cubaans/Soedanese atlete, die aan hink-stap-springen doet. Ze verkreeg de Soedanese nationaliteit op 23 januari 2004, na een vergeefse poging om de Franse nationaliteit te krijgen. Ze nam viermaal deel aan de Olympische Spelen, behaalde driemaal de finale bij het hink-stap-springen, maar won hierbij geen medailles.

## Loopbaan
Haar eerste succes behaalde Aldama als Cubaanse door in 1996 de Ibero-Amerikaanse kampioenschappen op haar naam te schrijven. Een jaar later werd ze bij het hink-stap-springen zesde op de wereldindoorkampioenschappen in Parijs. In 1999 won ze een zilveren medaille op de wereldkampioenschappen in Sevilla. Met een beste poging van 14,61 m eindigde ze achter de Griekse Paraskevi Tsiamita (14,88). Doordat de Griekse Olga Vasdek net als Aldama eveneens 14,61 sprong, maar hiervoor meer sprongen gebruikte, moest ze genoegen nemen met het brons. In 2003 sprong ze een Noord- en Centraal-Amerikaans record met 15,29 m.
Op de Olympische Spelen van 2000 in Sydney miste Aldama met een vierde plaats op een haar het podium. Vier jaar later op de Olympische Spelen in Athene moest ze met 14,99 m genoegen nemen met een vijfde plaats. Ook was ze in 2008 in Peking van de partij, maar wist geen geldige sprong te produceren. Op de Olympische Spelen van 2012 in Londen ging het wel goed en behaalde ze een vijfde plaats.
Yamilé Aldama woont in Londen, is getrouwd en heeft een kind (genaamd Amil - 2001).

## Titels
- Wereldindoorkampioene hink-stap-springen - 2012
- Ibero-Amerikaans kampioene hink-stap-springen 1996, 1998

## Persoonlijke records
Outdoor
| Onderdeel          | Prestatie    | Datum        | Plaats |
| ------------------ | ------------ | ------------ | ------ |
| hoogspringen       | 1,88 m       | 13 mei 1992  | Havana |
| verspringen        | 6,34 m       | 18 mei 2007  | Amman  |
| hink-stap-springen | 15,29 m (AR) | 11 juli 2003 | Rome   |
| zevenkamp          | 5246 p       | 1993         |        |

Indoor
| Onderdeel          | Prestatie | Datum            | Plaats    |
| ------------------ | --------- | ---------------- | --------- |
| verspringen        | 6,17 m    | 11 februari 2006 | Valencia  |
| hink-stap-springen | 14,90 m   | 6 maart 2004     | Boedapest |

## Palmares

### hink-stap-springen
Kampioenschappen
- 1996:  Ibero-Amerikaans kamp. - 14,39 m
- 1997: 6e WK indoor - 14,28 m
- 1997: 5e in kwal. WK - 14,09 m
- 1998:  Ibero-Amerikaans kamp. - 14,07 m
- 1998:  Centraal-Amerikaanse en Caribische Spelen - 14,34 m
- 1998:  Wereldbeker - 14,29 m
- 1999: 7e WK indoor - 14,47 m
- 1999:  WK - 14,61 m
- 1999:  Pan-Amerikaanse Spelen - 14,77 m
- 1999: 7e Grand Prix Finale - 14,18 m
- 2000: 4e OS - 14,30 m
- 2003:  Wereldatletiekfinale - 14,99 m
- 2004:  WK indoor - 14,90 m
- 2004:  Afrikaanse kamp. - 14,90 m
- 2004: 5e OS - 14,99 m
- 2004:  Wereldatletiekfinale - 14,92 m
- 2005: 4e WK - 14,72 m
- 2005: 6e Wereldatletiekfinale - 14,26 m
- 2006:  WK indoor - 14,86 m
- 2006:  Wereldatletiekfinale - 14,67 m
- 2006:  Wereldbeker - 14,78 m
- 2007: 12e in kwal. WK - 13,46 m
- 2007: 4e Wereldatletiekfinale - 14,41 m
- 2008: 5e WK indoor - 14,47 m
- 2008:  Afrikaanse kamp. - 14,36 m
- 2008: NM in kwal. OS
- 2009: 6e in kwal. WK - 14,11 m
- 2009: 4e Wereldatletiekfinale - 14,39 m
- 2010: 19e in kwal. WK indoor - 12,41 m
- 2011: 5e WK - 14,50 m
- 2012:  WK indoor - 14,82 m
- 2012: 5e OS - 14,48 m

Golden League-podiumplekken
- 1999:  Weltklasse Zürich – 14,68 m
- 1999:  Memorial Van Damme – 14,54 m
- 2003:  Bislett Games – 15,11 m
- 2003:  Meeting Gaz de France – 15,08 m
- 2003:  Golden Gala – 15,29 m
- 2003:  Weltklasse Zürich – 14,66 m
- 2003:  Memorial Van Damme – 15,00 m
- 2005:  Meeting Gaz de France – 14,44 m
- 2005:  Bislett Games – 14,27 m
- 2005:  ISTAF – 14,82 m
- 2009:  Memorial Van Damme – 14,27 m

Diamond League-podiumplekken
- 2012:  London Grand Prix – 14,37 m

### hoogspringen
- 1988:  Centraal-Amerikaanse en Caribische jeugdkampioenschappen U20 - 1,78 m
- 1990:  Centraal-Amerikaanse en Caribische jeugdkampioenschappen U20 - 1,70 m

### verspringen
- 1988:  Centraal-Amerikaanse en Caribische jeugdkampioenschappen  U20 - 5,48 m
- 2007:  Pan-Arabische Spelen - 6,05 m